# ボルチモア・アンド・オハイオ・シカゴ・ターミナル鉄道

B&OCTと接続する各鉄道の路線図

ボルチモア・アンド・オハイオ・シカゴ・ターミナル鉄道(ボルチモア・アンド・オハイオ・シカゴ・ターミナルてつどう、Baltimore and Ohio Chicago Terminal Railroad、略称B&OCTまたはBOCT)は、1910年から1986年の間、アメリカ合衆国に存在した鉄道事業者である。シカゴ周辺に展開し、各鉄道会社がグランド・セントラル駅にアクセスするためのルートとして機能していた。現在はCSXトランスポーテーションに吸収されている。

## 歴史

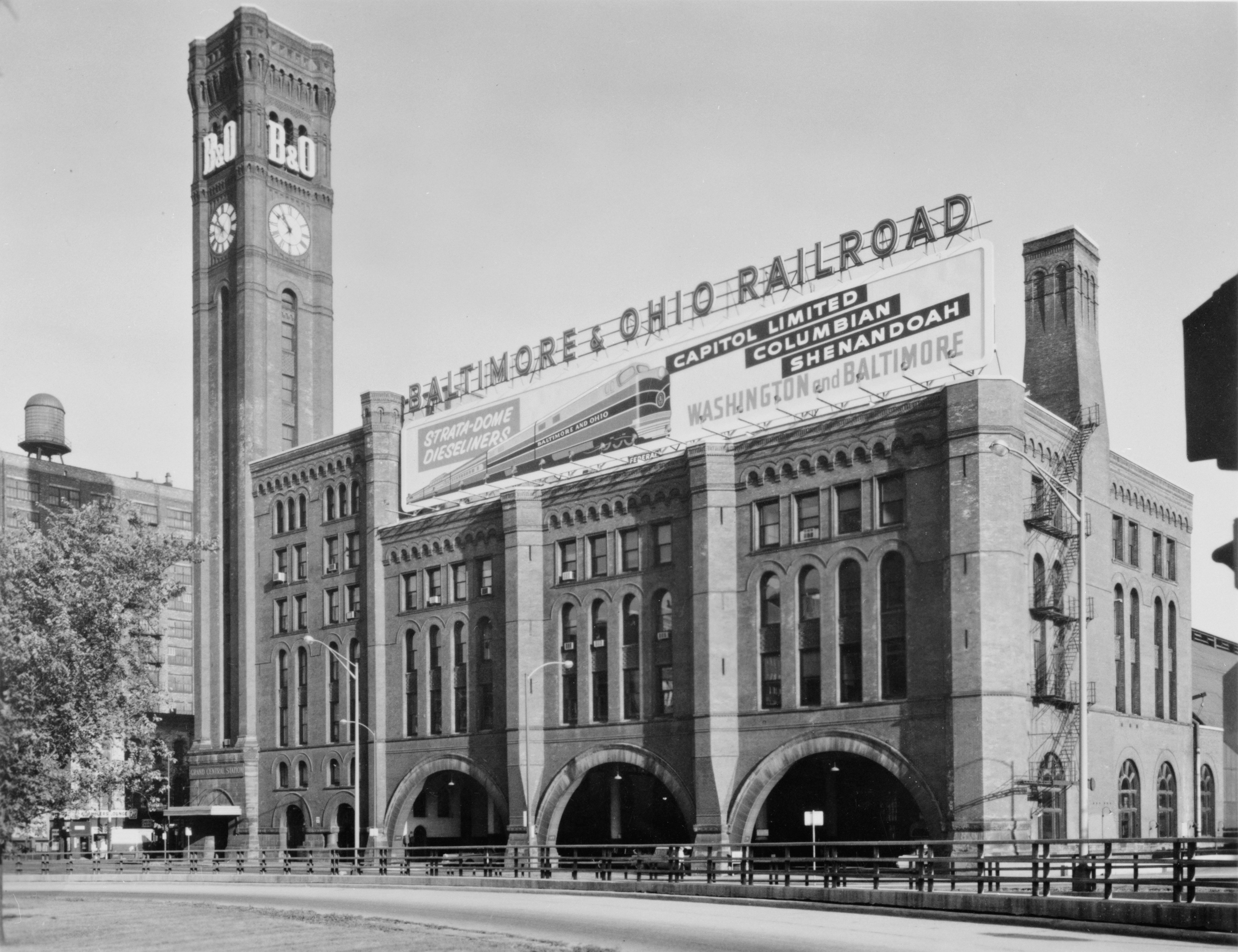
グランド・セントラル駅(1963年)

1886年、ウィスコンシン・セントラル鉄道(WC)が、同鉄道をウィスコンシン州フォレスト・パークに乗り入れる路線を建設するために、新たにシカゴ・アンド・グレート・ウェスタン鉄道(C&GW)を設立した。そして、グランド・セントラル駅 (シカゴ)を建て、1890年より駅の営業を開始した。
1887年7月、ノーザン・パシフィック鉄道(NP)の子会社、シカゴ・アンド・カルメット・ターミナル鉄道(C&CT)が、アッチソン・トピカ・アンド・サンタフェ鉄道(ATSF)のイリノイ州マクックと南から南東のインディアナ州ハモンドとを結ぶルートを作り、ボルチモア・アンド・オハイオ鉄道(B&O)とも接続するなどして、シカゴエリアのいくつかのターミナル業務を統合した。
1890年、別のNPの子会社は、C&GWやシカゴエリア内のWCの路線を買収し、シカゴ・アンド・ノーザン・パシフィック鉄道(C&NP)に統合した。翌月、WCは自社の組織をNPにリース。両社がひとつの鉄道組織として運営されたことで、C&NPとC&CTは互いに連携し、相互に乗り入れをはじめた。
WCとNPの間でのリース契約は、1893年の恐慌まで続いた。その時点でWCはリースから開放され、C&NPは再びWCのコントロール下に入った。しかし、経済的な下降が長引き、C&NPは同年10月に倒産した。
1897年7月、新会社シカゴ・ターミナル・トランスファー鉄道(CTT)がWCからC&NPを購入。同年、CTTはC&CTと合併した。WCはもはやシカゴと直結していなかったため、1899年までと1912年から1965年まで、その路線を利用して、グランド・セントラル駅に乗り入れていた。
B&Oは、C&CTとサウス・シカゴで接続した1892年からグランド・セントラル駅を利用していた。1903年にはペア・マーケット鉄道(PM)がポーター(インディアナ州)まで開業し、同線を使用してグランド・セントラル駅まで運行した。
1910年1月6日、ボルチモア・アンド・オハイオ・シカゴ・ターミナル鉄道が強制執行でCTTを購入するために設立され、B&Oはグランド・セントラル駅と、両ターミナル鉄道のシステムをコントロール下においた。

## 運営
B&OCTはシカゴ都市圏(シカゴを中心に、イリノイ州だけでなくウィスコンシン州、インディアナ州のミシガン湖岸を含む)において戦略的な位置に路線を持っていた。ミネアポリス・セント・ポール・アンド・スー・セント・マリー鉄道(The Minneapolis, St. Paul and Sault Ste. Marie Railway、のちのスー・ライン鉄道( Soo Line Railroad,SOO))とシカゴ・グレート・ウェスタン鉄道にはフォレスト・パークでの接続と鉄道利用権、すなわちグランド・セントラル駅へのアクセスを提供した。
PMとB&Oもまた、B&OCTを利用して同駅へ乗り入れた。